# Abbaye Saint-Martin du Canigou
Pour les articles homonymes, voir Abbaye Saint-Martin et Canigou.
L'abbaye Saint-Martin du Canigou (en catalan : Sant Martí del Canigó), est un monastère de moines bénédictins fondé au XIe siècle par Guifred II, comte de Cerdagne.
Sise sur les contreforts occidentaux du massif du Canigou, sur les hauteurs du petit village de Casteil, dans le département français des Pyrénées-Orientales (66) en région Occitanie (France), elle fut supprimée — et ses moines dispersés — lors de la Révolution française, en 1791, mais reprit vie au début du XXe siècle. La communauté des Béatitudes y assure depuis 1988 le service de l'office divin ainsi que l'accueil touristique et spirituel.
L'église abbatiale est un résumé des premières expériences en Roussillon de l'art roman méridional à cette époque et un tournant majeur dans l'architecture. L'ensemble est classé au titre des monuments historiques.

## Localisation et accès
L'abbaye Saint-Martin du Canigou est située, à 1 055 mètres d'altitude, à proximité du bourg de Casteil, en bordure des gorges du Correc de la Ridorta, un affluent du Cady, lui-même affluent de la Têt. On peut y accéder par un chemin communal reliant, au départ de Casteil, le village à l'abbaye, chemin sur lequel la circulation automobile est restreinte. Le dénivelé entre le village et l'abbaye est de l'ordre de 250 mètres.

## Histoire

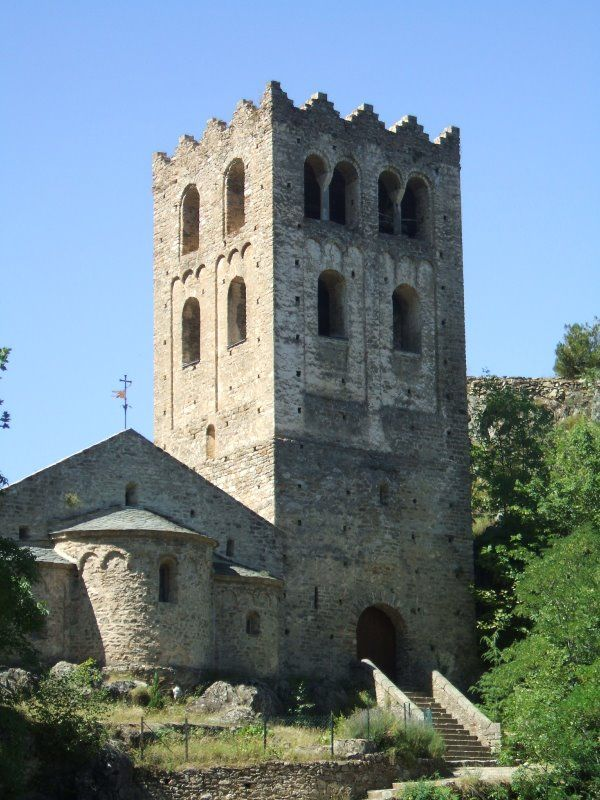
Tour-porche et chevet de l'abbatiale.

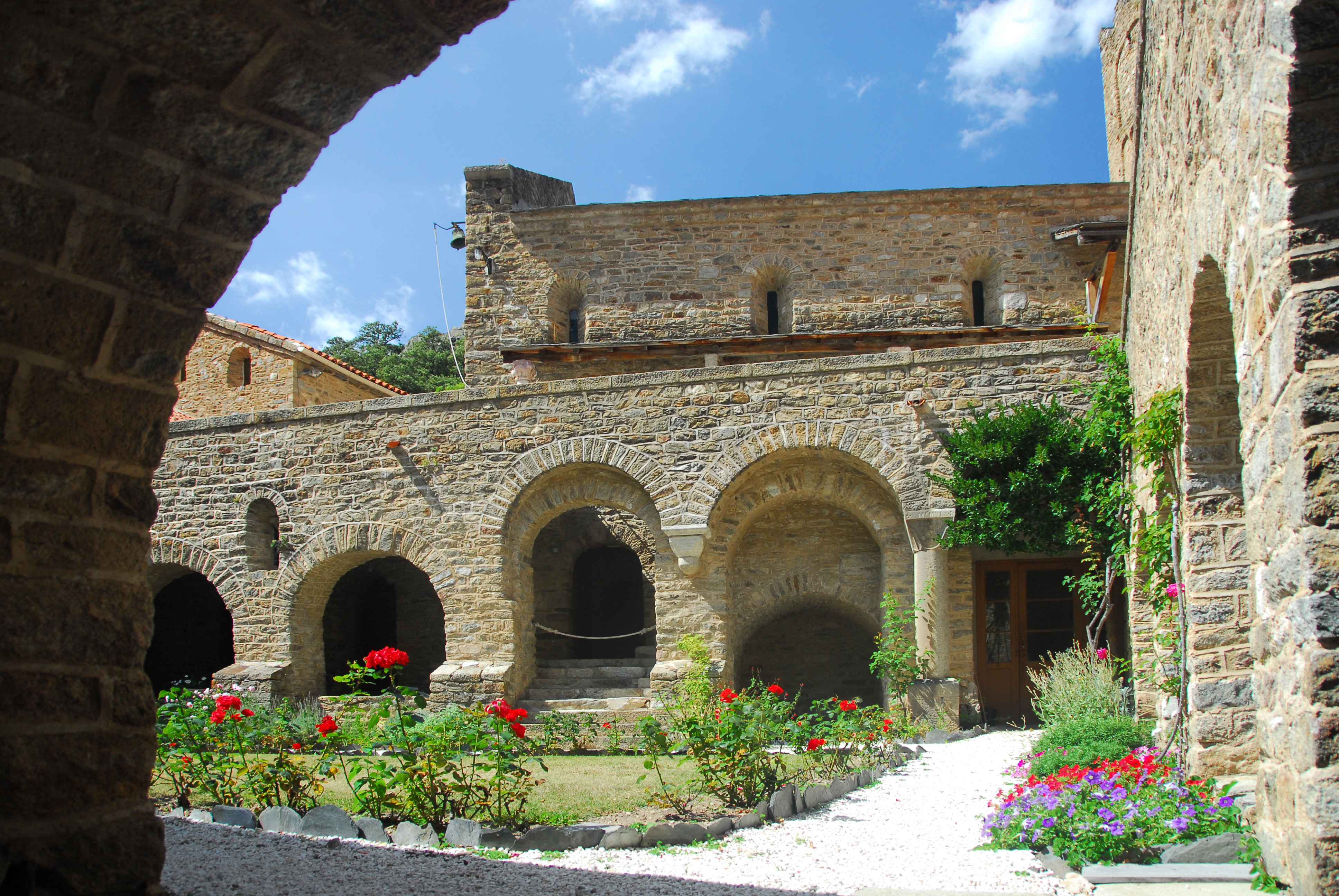
Le cloître.

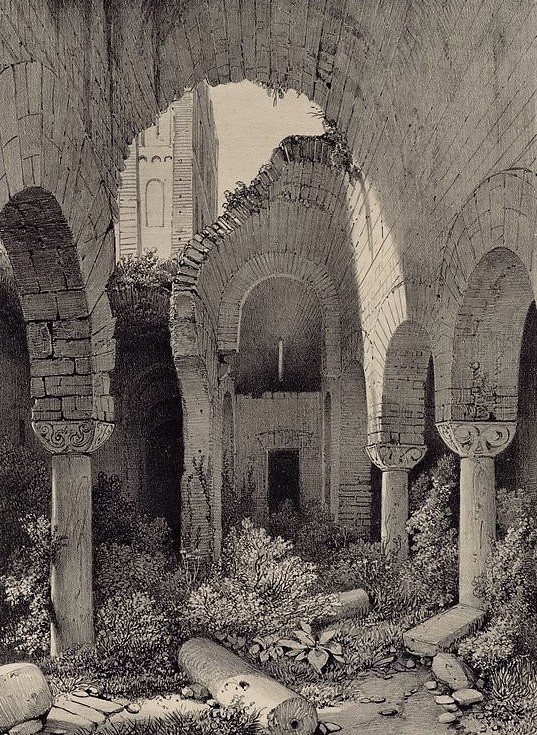
L'église abbatiale de Saint-Martin du Canigou
Voyages pittoresques et romantiques, Charles Nodier (1834).

C'est à l'instigation de Guifred II, arrière-petit-fils de Guifred le Velu que le monastère fut établi. Les premières mentions datent de 997, date à laquelle le chantier a probablement commencé. De nombreuses donations au cours des années suivantes montrent bien que le chantier fut mené de manière très régulière. Le 12 juin 1005, Guifred II donne avec sa femme Guisla un alleu situé sur les pentes du Canigou, sur le territoire de la commune de Vernet à l'église de Saint-Martin. Ils effectuent un nouveau don le 14 juillet 1007.
L'église est consacrée le 10 novembre 1009 par Oliba, évêque d'Elne (son frère était abbé de Saint-Michel de Cuxa). L'abbatiale est consacrée à saint Martin; une chapelle dans le clocher, à saint Michel; et la crypte à la Vierge Marie sous le vocable Notre-dame-la-souterraine. Quelques années plus tard, l'église se dote des reliques de saint Gaudéric de Viéville. L'abbatiale est alors agrandie et re-consacrée (l'année exacte n'est pas connue avec exactitude : soit 1014, soit 1026). Le comte Guifred II se retira à l'abbaye vers la fin de sa vie : il y mourut en 1049.
L'abbaye commença alors rapidement à décliner : dès le XIIe siècle, elle est rattachée à l'abbaye de Lagrasse, dans l'Aude. Cela fut cause d'un conflit qui se régla finalement par arbitrage du pape. Mais l'abbaye sombrait irrémédiablement dans la décadence.
Le séisme du 2 février 1428 en Catalogne, ébranla sérieusement le monastère : de nombreux bâtiments furent détruits, le clocher fut écrêté, mais l'église résista tant bien que mal. Les travaux de reconstruction furent très longs en raison de l'insuffisance de moyens, malgré la mobilisation de l'épiscopat d'Elne.
En 1506, l'abbaye est placée sous commende et finit par être sécularisée en 1782 par Louis XVI.
Lors de la Terreur, l'abbaye fut fermée après expulsion des derniers religieux, et tous ses biens furent éparpillés. Les bâtiments se transformèrent alors en carrière de pierres pour les habitants des environs, les chapiteaux du cloître furent pillés, de même que les sculptures et le mobilier.
Il faudra attendre le début du XXe siècle pour que l'abbaye reprenne vie. L'évêque de Perpignan alors en fonction, Mgr de Carsalade du Pont, entreprit à partir de 1902 la reconstruction du monastère, dont il ne restait plus grand-chose, si ce n'est le clocher, l'église (dont une partie de la voûte s'était effondrée), et trois galeries du cloître inférieur.
De 1952 à 1983, dom Bernard de Chabannes achève la restauration de l'abbaye et y rétablit la vie spirituelle.
- Il était coutume depuis le Moyen Âge d'offrir une mule à chaque nouvel abbé de Saint-Martin du Canigou lors de sa première entrée dans l'abbaye. Cet usage devint une contrainte que l'on qualifia alors de droit de mule, à charge des habitants des paroisses inféodées à l'abbaye, puis on remplaça la mule par un forfait de quarante livres barcelonaises. À la suite des ravages de la peste, cette somme fut ramenée à cinq livres en 1434. Le nouvel abbé Pierre Pouderoux, installé en 1698, décida de rétablir la somme de quarante livres, malgré les protestations, et l'usage perdura jusqu'à la sécularisation de l'abbaye en 1783[7].

## Architecture
Le premier art roman méridional apparaît en Roussillon à Saint-Martin du Canigou où il offre tous les caractères d'une expérience et renseigne avec précision sur l'état de l'architecture à cette époque dans cette région. Si son plan reste archaïque, des changements de structures s'impose par la volonté de couvrir de pierre l'ensemble de l'édifice. À diverses reprises dans l'église inférieure de la Vierge et une fois dans celle supérieure de Saint Martin, les supports deviennent cruciformes pour recevoir correctement les arcs doubleaux. Cette évolution entraîne la division de la nef en travées et permet de nouvelles avancées dans la hauteur et l'éclairage des bâtiments. L'architecte de Saint-Martin du Canigou n'emploie pas encore la totalité des nouvelles connaissances architecturales mais il suffira de quelques années pour que dans la région catalane on réalise des constructions romanes parfaites avec une liaison intime du plan et de son système de couvrement.

### L'église abbatiale

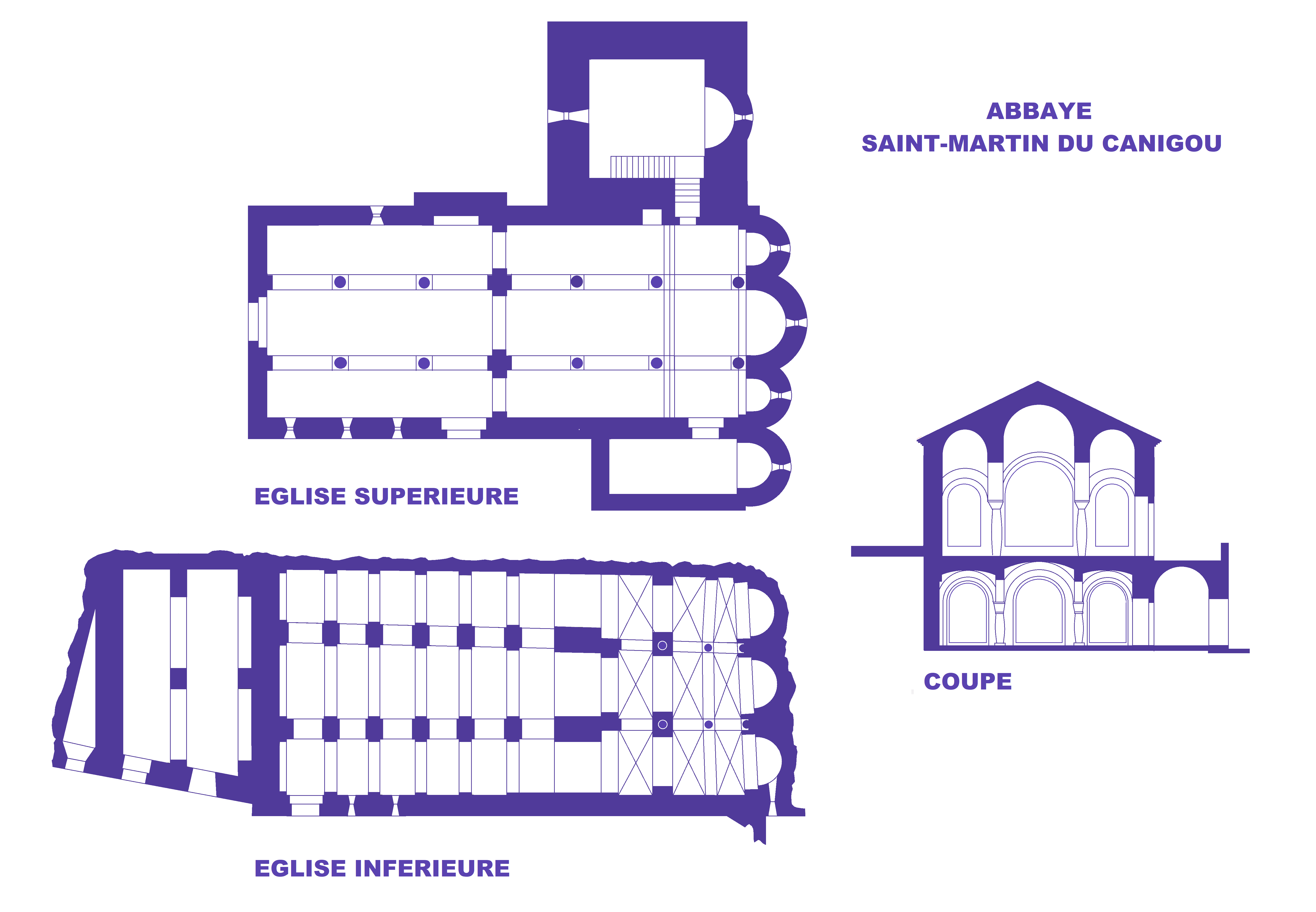
Plans et coupe des églises de Saint-Martin du Canigou.

L'abbatiale possède, à cause des contraintes du site, deux églises superposées, ce qui est très rare, et une chapelle haute dans un clocher indépendant comme on en trouve en Italie. L'église inférieure presque enterrée et creusée en partie dans le rocher est dédiée à la Vierge Marie et on peut y retrouver la symbolique de la grotte de l'église inférieure de l'abbaye Saint-Michel de Cuxa. L'église supérieure est sous le vocable de saint Martin, l'Apôtre des Gaules et patron du monastère. Dans le clocher, à l'étage, la chapelle de saint Michel archange participe à la liturgie que l'on trouve dans l'architecture carolingienne.
Un acte de consécration de 1009 mentionne les trois églises de la Vierge, de saint Martin et de saint Michel. La datation est controversée, 1009 peut correspondre à la construction de la partie est sur les deux niveaux avec la suite des travaux avant 1014 ou 1026,,.

#### L'église de la Vierge
Cette église en partie souterraine ne dépasse pas les trois mètres de hauteur avec un vaisseau central de 3,10 m de largeur et des collatéraux de 2,20 m. Sa construction fait l'objet d'une première campagne rapide à l'est entre 997 et 1009 avec une structure de colonnes portant des voûtes d'arêtes, technique employée dans les cryptes et trois petites absides. Les colonnes ont reçu un renfort de maçonnerie et on peut penser qu'un mur fermait cette partie à l'ouest. On remarque comme à  Saint-Michel de Cuxa les marques de coffrage dans la construction des voûtes d'arêtes. La deuxième campagne de construction vers l'ouest témoigne des progrès de l'architecture romane au début du XIe siècle par le passage de la colonne à la pile composée. Les six travées égales et juxtaposées sont couvertes en berceau avec des arcs doubleaux sur des piliers cruciformes, cet espace modulaire se répétant autant de fois qu'il y a de travées dans l'édifice va être la base de la réflexion des architectes des XIe et XIIe siècles.

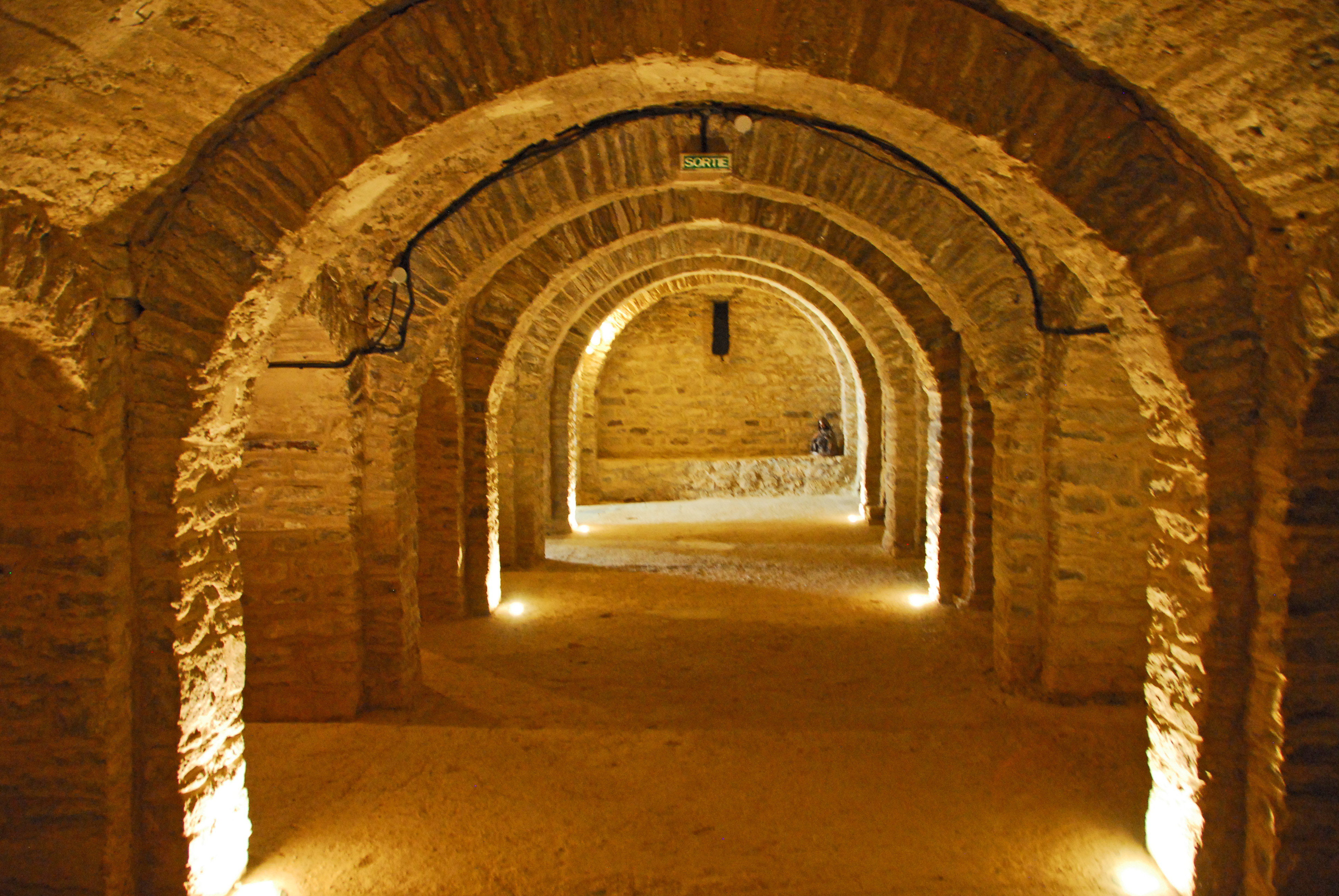
Nef voutée en berceau avec arcs doubleaux.
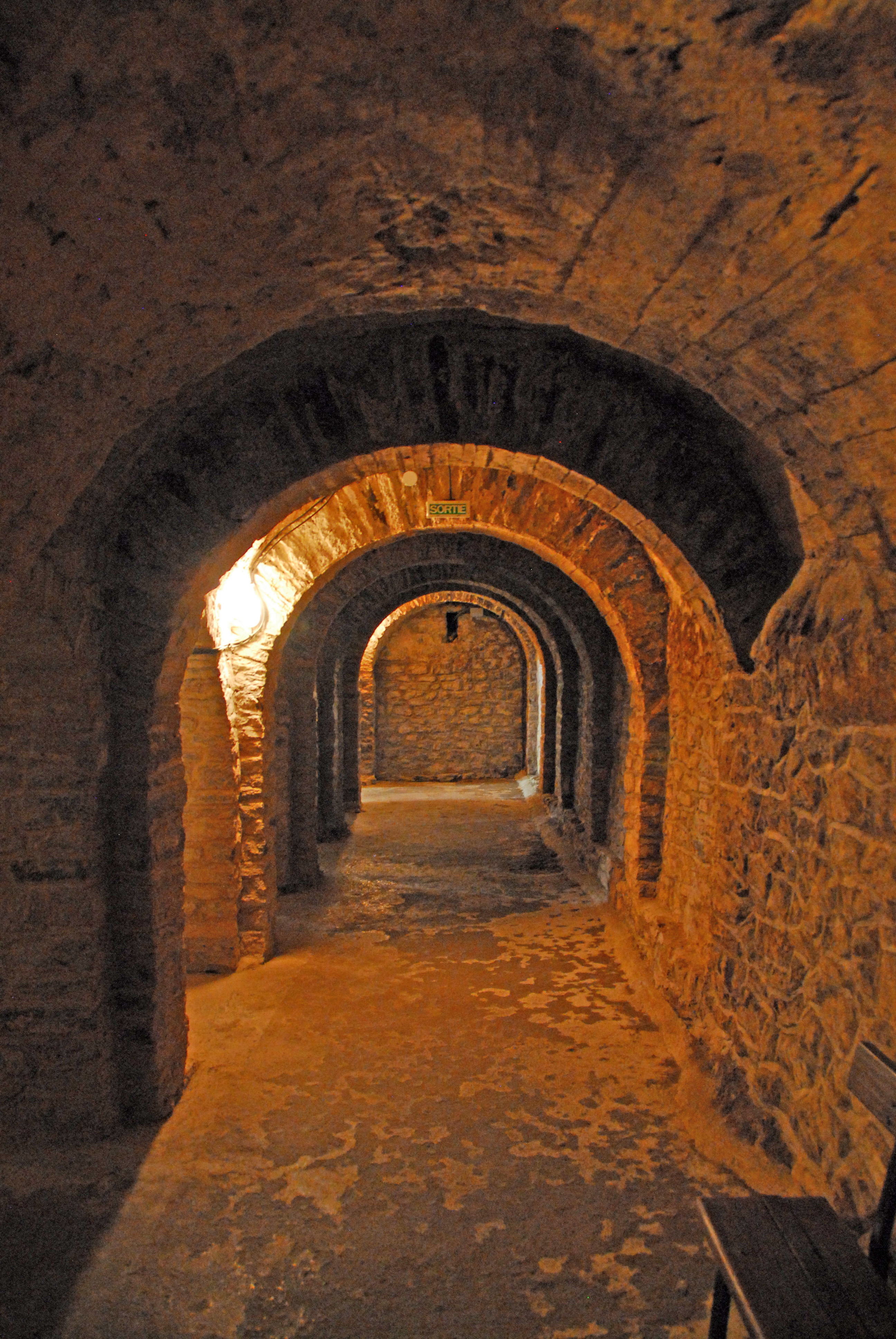
Collatéral nord.
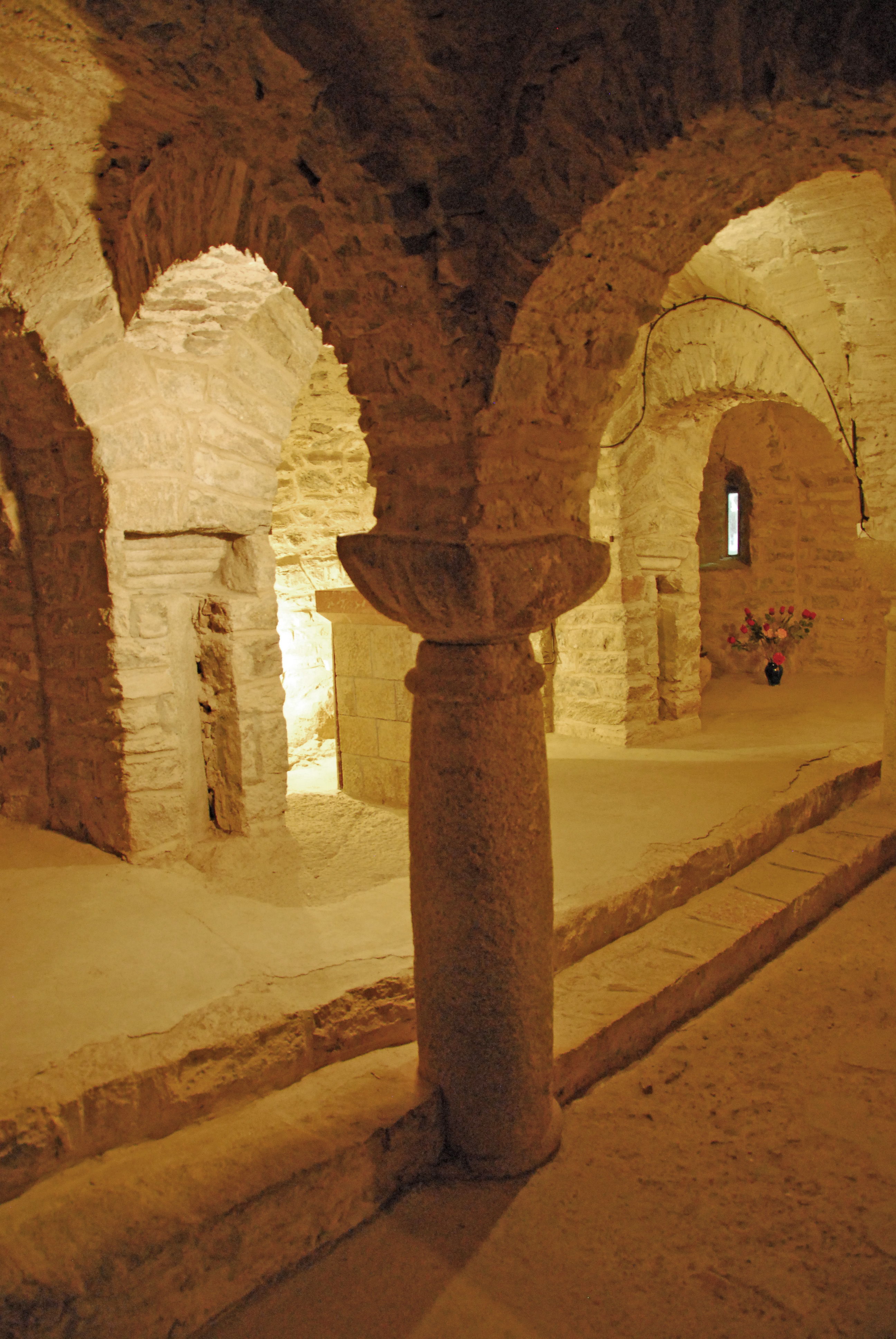
Absides et voûtes d'arêtes.
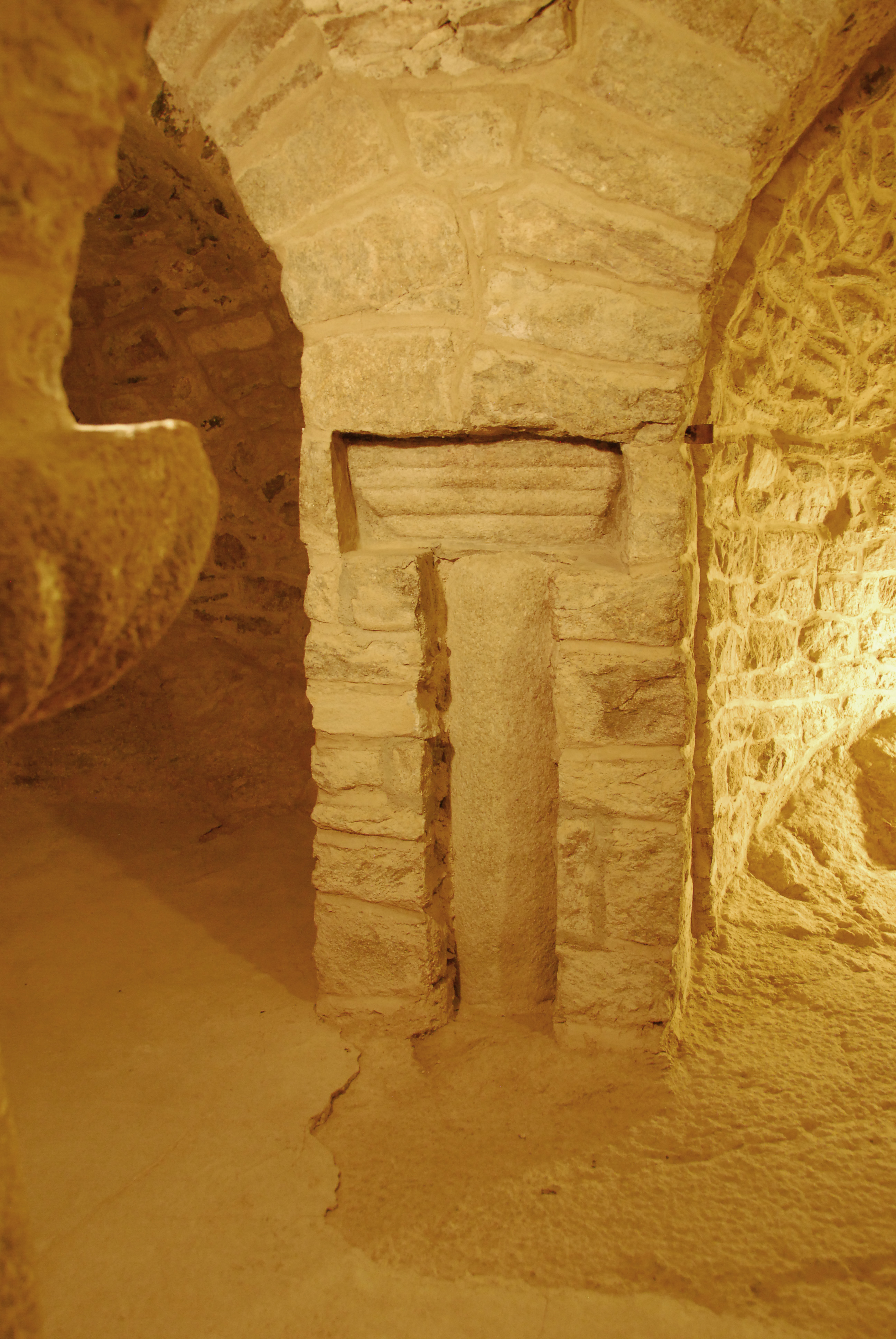
Colonnes et renfort.

#### L'église Saint-Martin

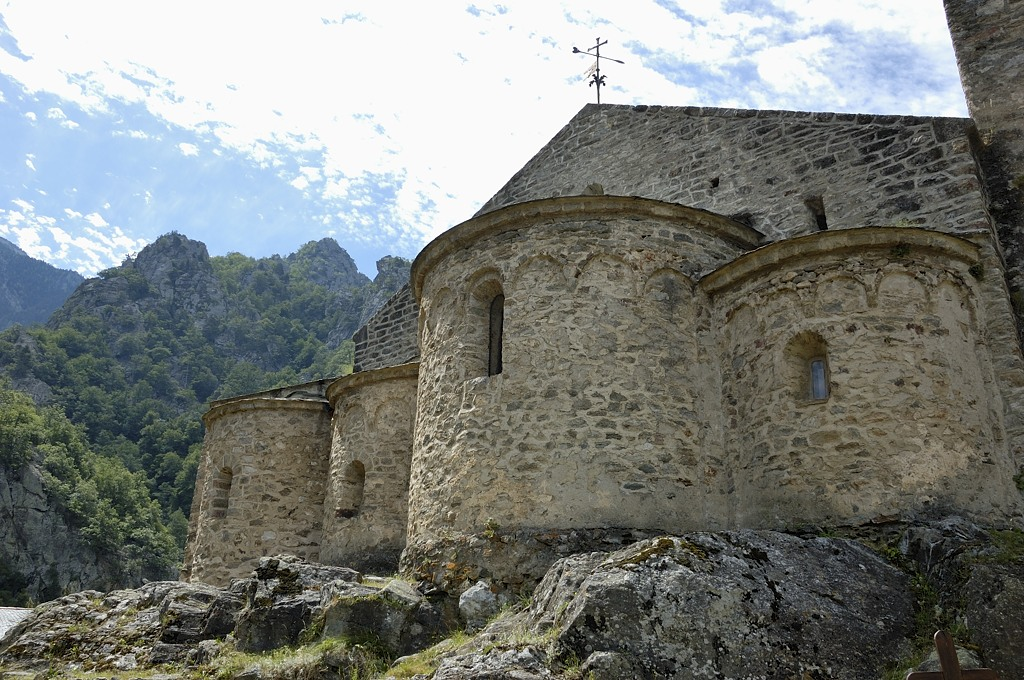
Le chevet avec les petits arcs.

L'église supérieure, qu'elle soit le résultat d'une seule campagne de construction (à savoir celle menée avant les consécrations de 1014 ou 1026, en même temps que l'agrandissement de l'église inférieure), ou d'une deuxième campagne (après la construction de la partie Est), ne reprend pas les évolutions techniques de la pile composée du niveau inférieur. Sa construction a nécessité le renforcement des colonnes de l'église de la Vierge qui sont englobées dans des piles carrées. Comme l'église inférieure, l'église Saint-Martin est composée de trois nefs, séparées par des colonnes monolithes et voûtées en berceau en plein cintre (sauf entre la troisième et la quatrième travée, où la paire de supports est de forme cruciforme et soutient un arc doubleau). Les chapiteaux sont à peine épannelés avec un décor minimaliste. À l'extérieur les trois absides sont ornées d'une dentelure de petits arcs juxtaposés mais on n'en trouve pas sur les murs latéraux de l'abbatiale, ni de lésènes ou saillies verticales de pierre qui seront la marque de la décoration du premier art roman méridional. Ce type de construction dangereux de voûtes en berceau continu sur des arcades et de minces colonnes veut reprendre le modèle le plus noble de la basilique de l'architecture paléochrétienne et on tente de voir s'il va fonctionner ou pas. Plus tardivement, on adjoint à cette église une petite chapelle afin d'y placer les reliques de saint Gaudérique avec la création d'une quatrième abside au chevet de l'église.

#### Le clocher
La chapelle dédiée à saint Michel archange dans la tour-porche est mentionnée dans l'acte de consécration de 1009 et on voit encore sur la face Est du clocher une sorte d'échauguette en encorbellement au-dessus du grand passage qui donne accès au monastère et qui marque l'abside de cette église. Cette coutume de mettre les abbayes sous la protection de saint Michel est fréquente au-dessus des accès des abbatiales carolingienne.
Après une interruption, les travaux sont repris, marqués par un léger décrochement et surtout par le décor de bandes lombardes caractéristiques du premier art roman méridional à partir des années 1030-1040. La partie haute sans ces décors est probablement postérieure au tremblement de terre de 1428 et devait comporter comme à Saint-Michel de Cuxa des baies géminées,.

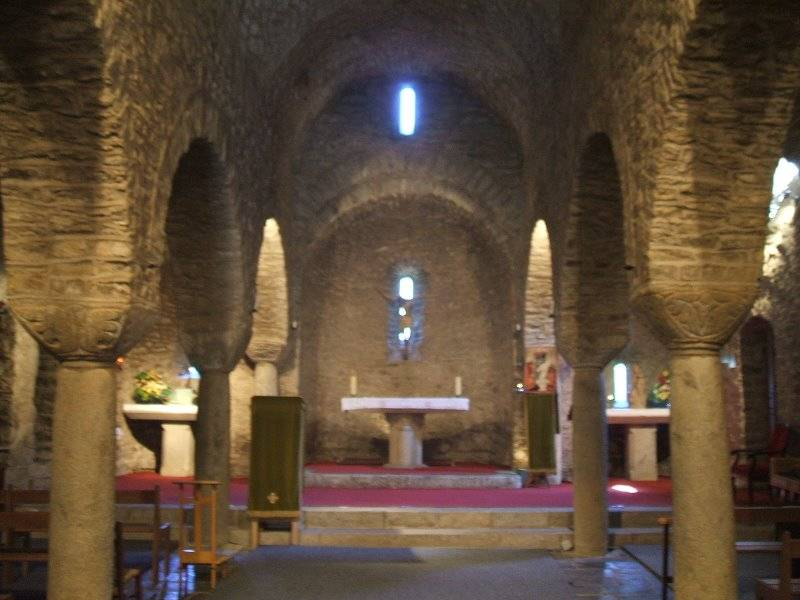
Nef voutée en berceau.
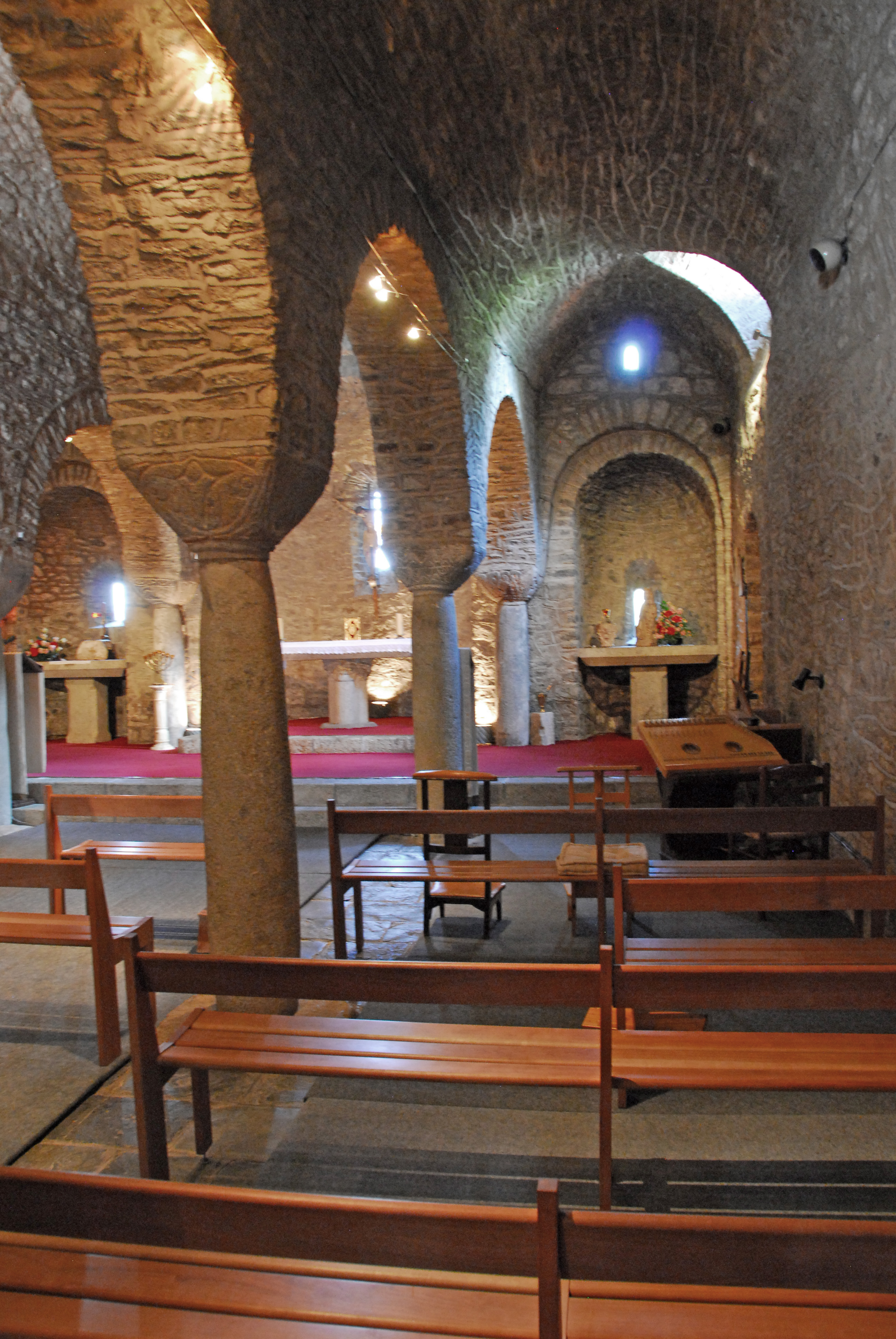
Collatéral Sud.
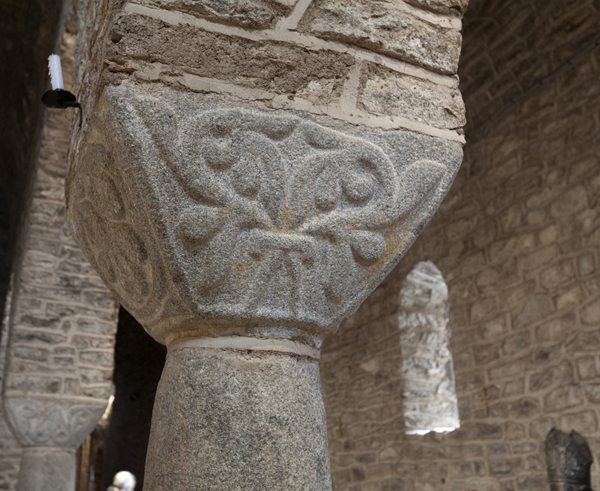
Détail des chapiteaux.

### Le cloître

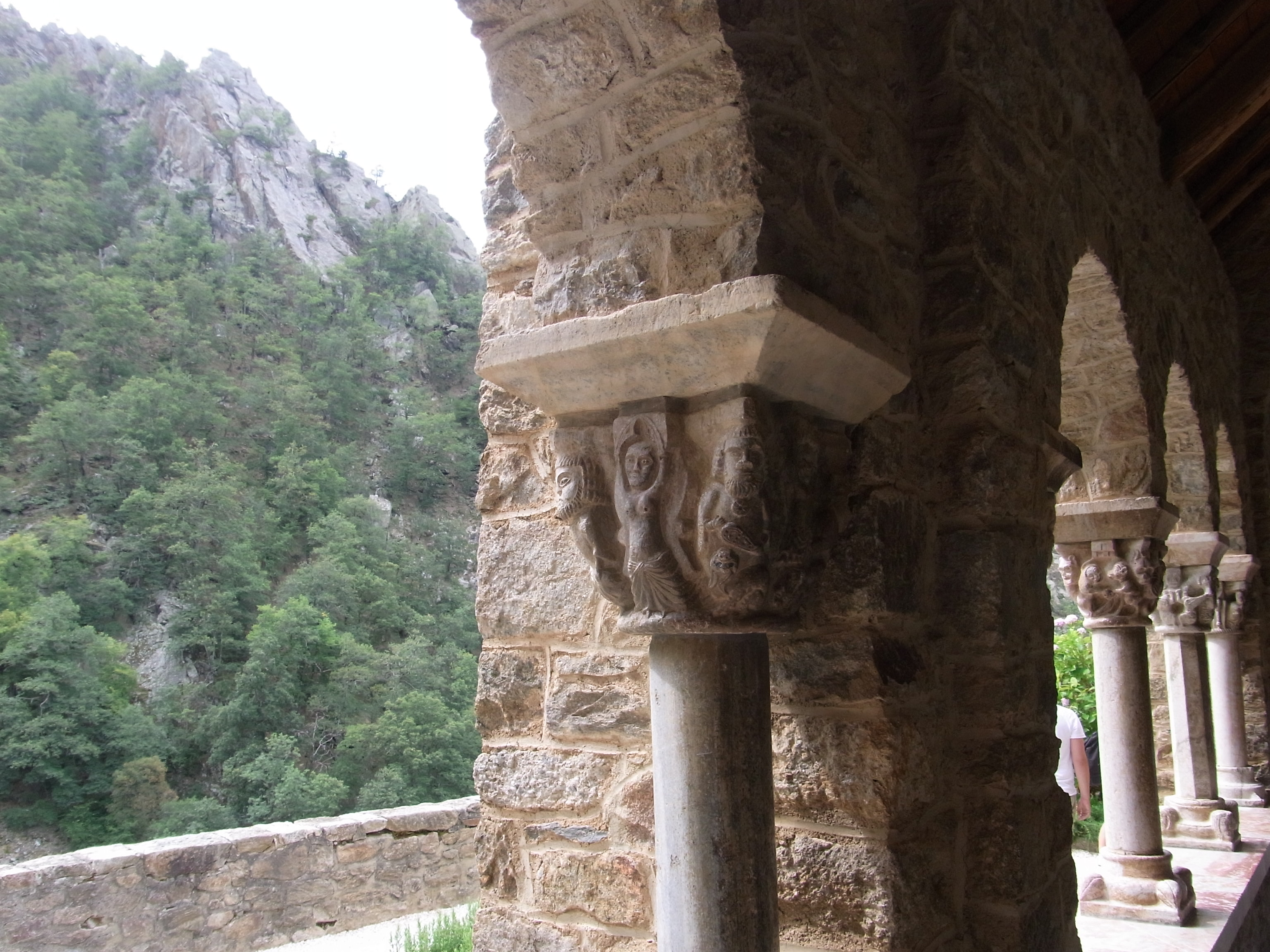
Le cloître.

Le cloître a conservé trois de ses anciennes galeries ; la galerie sud a été refaite avec les matériaux provenant d'un étage supérieur ajouté au XIIe siècle.
Les restaurations des années 1900-1920 furent assez libres dans le cloître, dont il est difficile d'imaginer l'aspect original. Il a la forme d'un quadrilatère irrégulier (14 mètres de longueur pour les galeries nord, sud et est, 10 mètres pour la galerie occidentale).
Il comportait deux niveaux, construits pour le premier au tout début du XIe siècle et pour le deuxième à la fin du XIIe siècle. Le niveau inférieur, qui présentait des galeries voûtées et des arcades en plein cintre dénudées de tout décor, n’a conservé que trois galeries qui ont été fortement restaurées, leur faisant perdre leur caractère d'origine. Le niveau supérieur, couvert en appentis, possédait des chapiteaux de marbre, qui furent éparpillés après la fermeture du monastère à la Révolution. La restauration a permis d'en récupérer certains, qui furent intégrés dans la nouvelle galerie méridionale. Cette galerie est en effet pure fantaisie, car l'aile méridionale des bâtiments conventuels avait totalement disparu et sa reconstruction était invraisemblable : d'où l'établissement de cette galerie sud, ouvrant sur le précipice, et réutilisant des chapiteaux tant de l'ancien étage supérieur  que d'autres leur étant postérieurs.
 Les chapiteaux 
Les chapiteaux récupérés dans les villages voisins sont intégrés dans les constructions neuves face à la montagne. Ils sont de deux groupes différents par le style et l'époque.
Un premier groupe de chapiteaux taillés dans un marbre blanc vers 1170 sont ornés de lions massifs et d'oiseaux affrontés et un autre ensemble sculpté dans un marbre rose-vert de Villefranche-de-Conflent employé au XIIIe siècle sortent d'un atelier du roman tardif. Ils sont plus petits et plus larges que hauts et s'ils imitent des modèles du XIIe siècle, on y voit plus de vérité. Des lions et des béliers ailés, des têtes humaines très volumineuses font partie du vocabulaire iconographique.

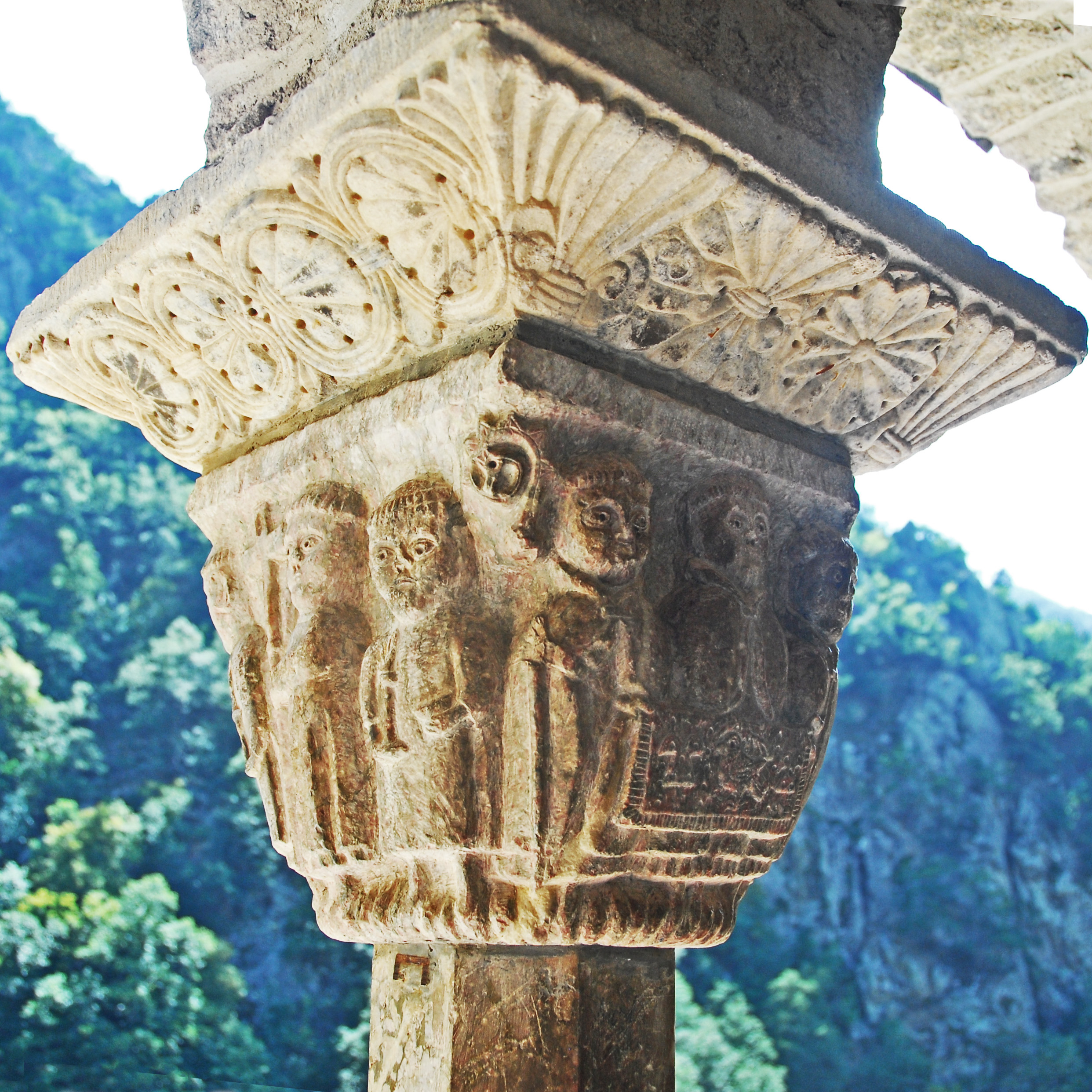
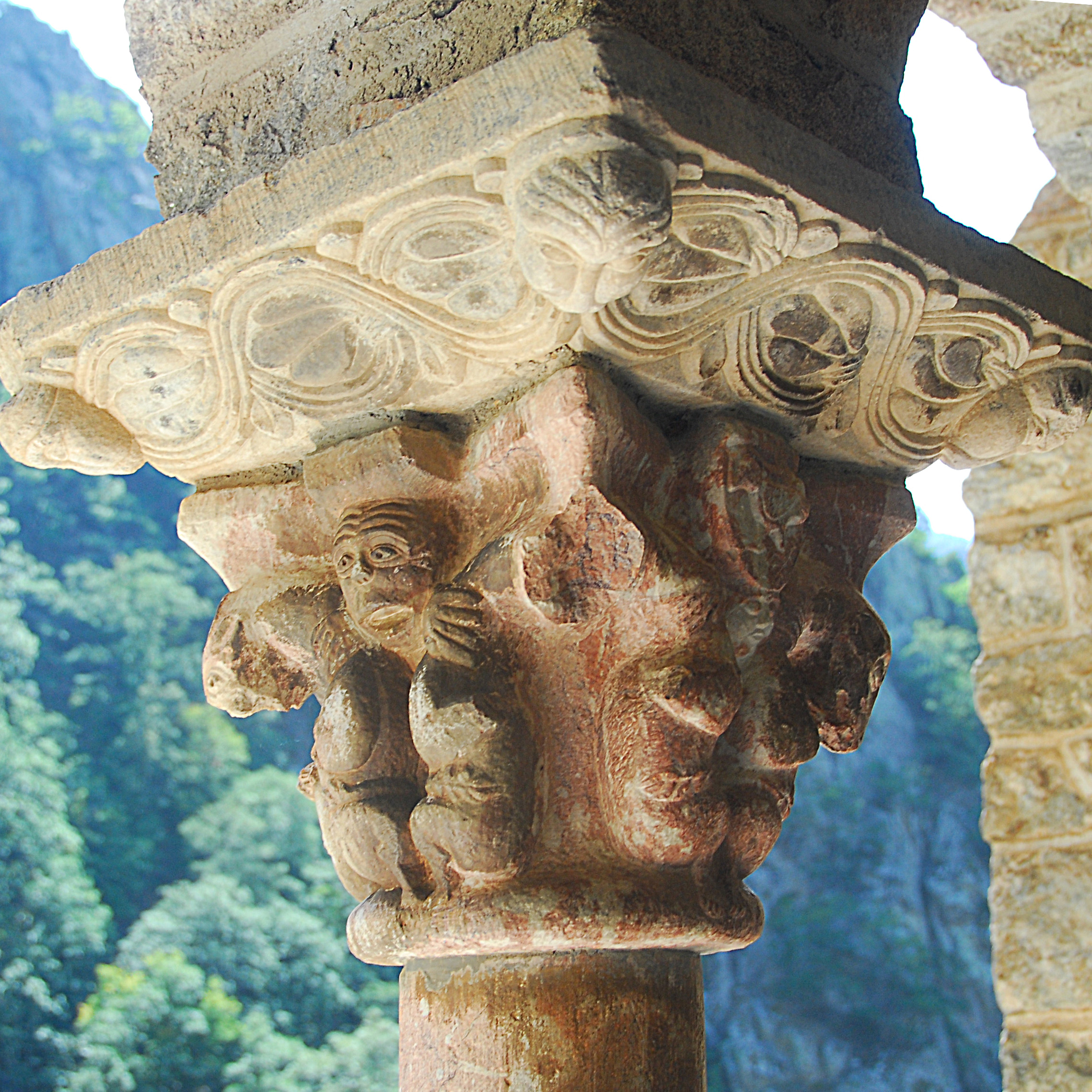
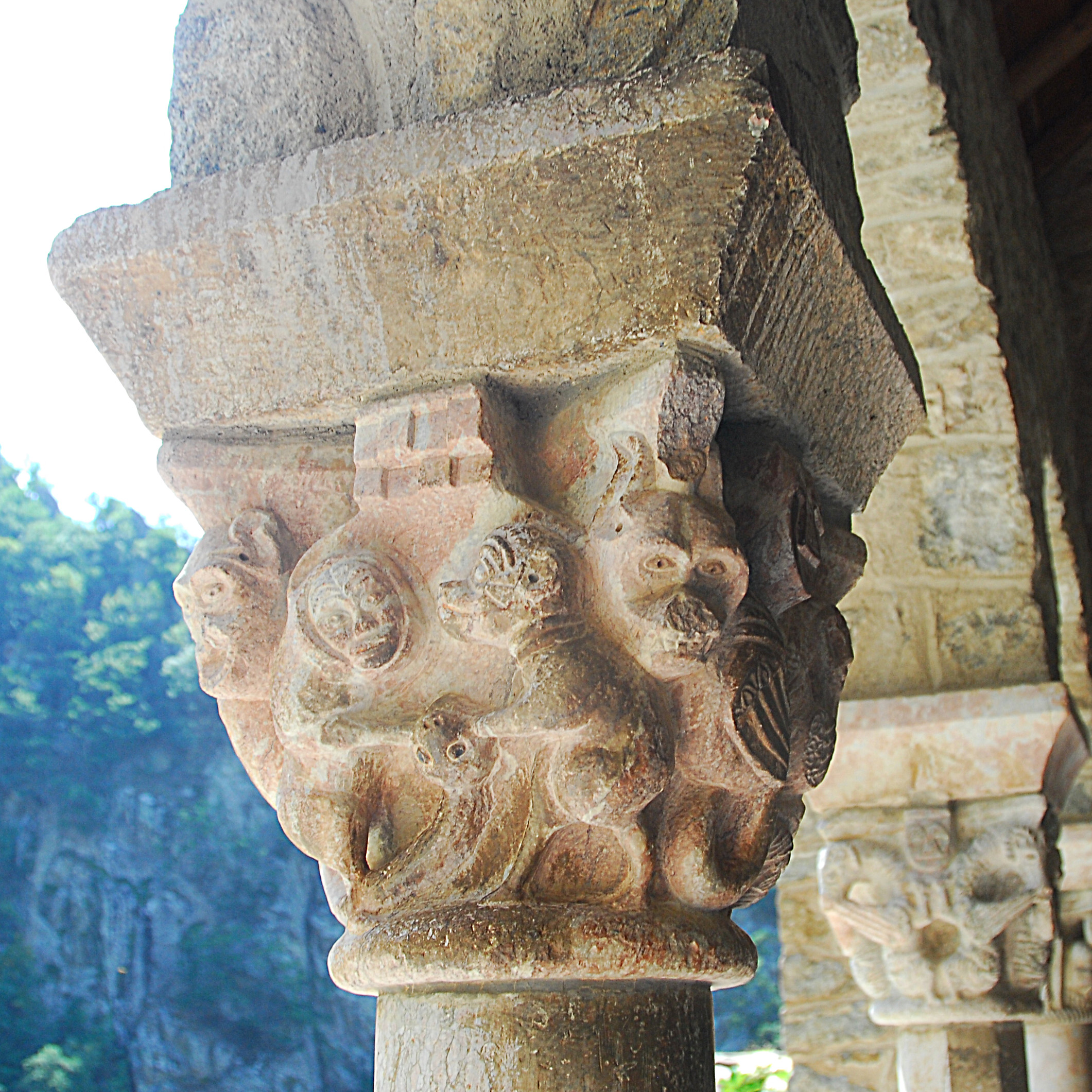
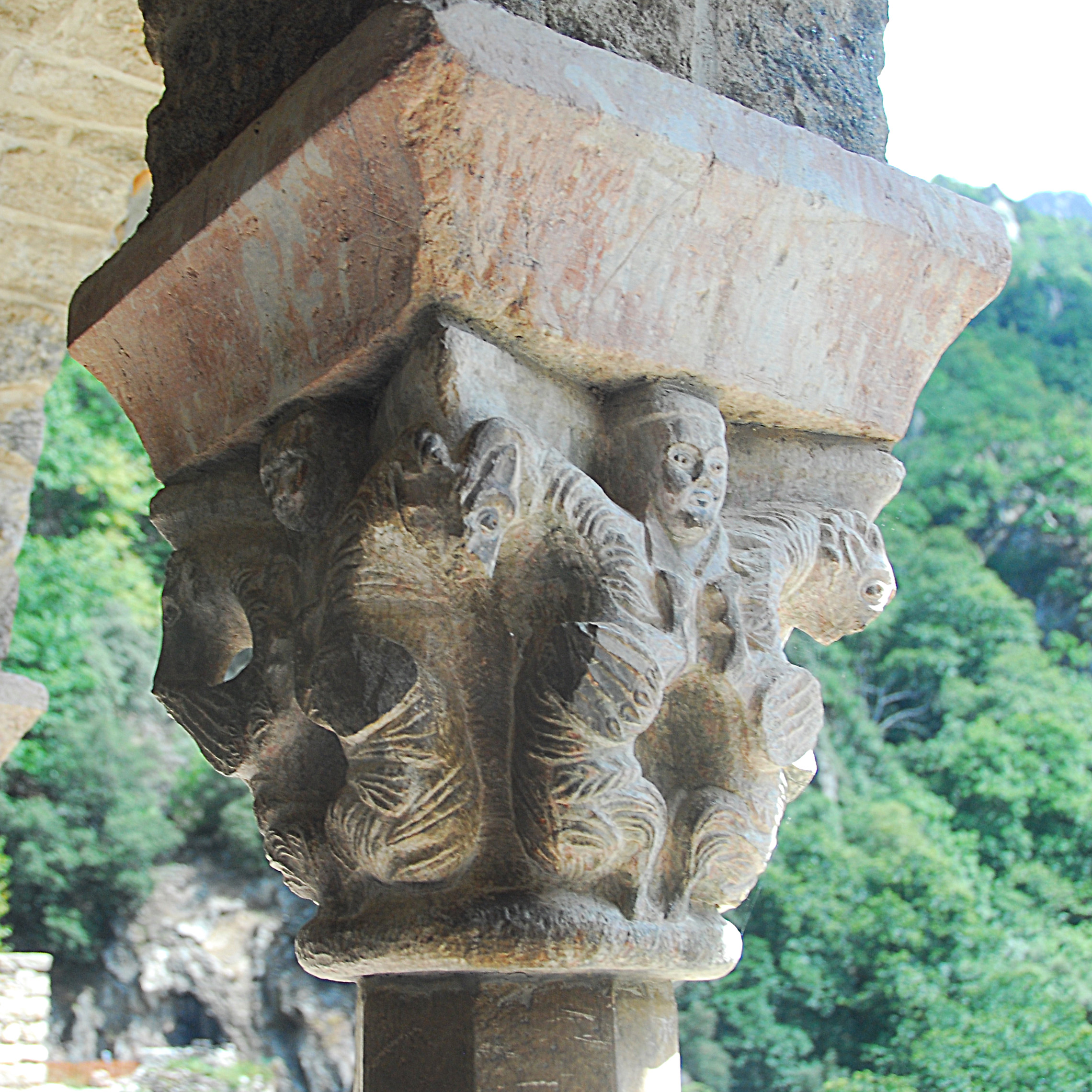
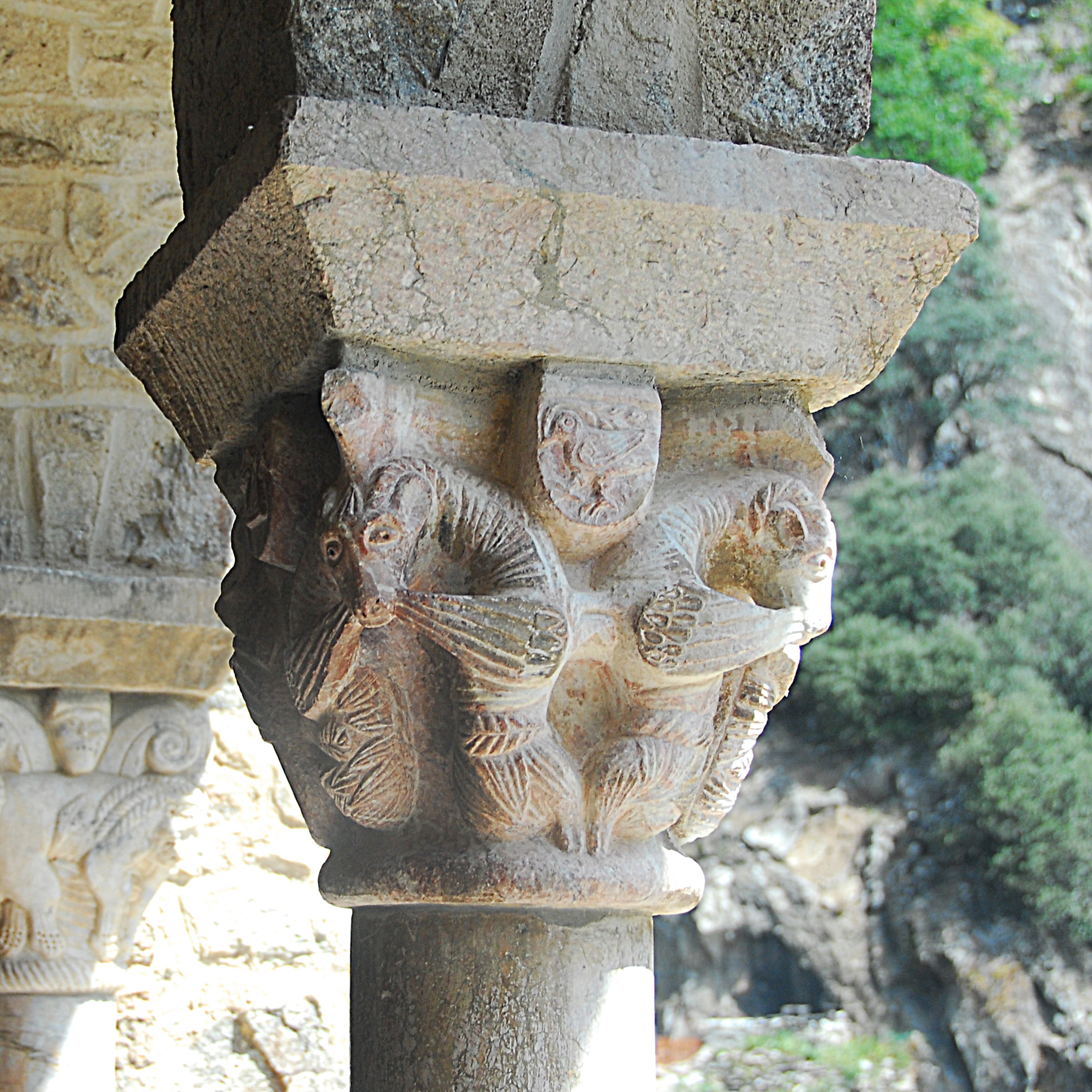

- Le reste des bâtiments conventuels date du début du XXe siècle : il ne restait pratiquement plus rien des anciens locaux.

## Propriétés, revenus

### Cures, prieurés et abbayes
- Église Sainte-Marie de la Garriga de Rivesaltes